# Young Hollywood Awards
Les Young Hollywood Awards est un prix décerné chaque année, depuis 1999, qui honore les réalisations exceptionnelles dans les domaines de la musique pop, du cinéma, du sport, de la télévision, de la mode et autres, selon le vote des adolescents âgés de 13-19 ans et des jeunes adultes. Le prix honore également les jeunes artistes montants et prometteurs à Hollywood. Un grand nombre de célébrités et artistes musicaux, tels que Taylor Swift, Justin Bieber et Nick Jonas, participe à la cérémonie de remise des prix. De nouveaux artistes tels que Black Cards et Brazzabelle se sont également produits lors de la cérémonie.

## Catégories de récompense
En 2014, les catégories suivantes étaient récompensées :
- Meilleure interprétation par un jeune acteur (Fan Favorite Actor–Male)
- Meilleure interprétation par une jeune actrice (Fan Favorite Actor–Female)
- Coolest Cross Over Artist
- #SocialMediaSuperstar
- Révélation féminine (Breakthrough Actress)
- Révélation masculine (Breakthrough Actor)
- Meilleur trio (Best Threesome)
- Corps le plus hot (Hottest Body)
- Meilleur couple à l'écran (Best On-Screen Couple)
- Meilleure bromance (Best Bromance)
- Comédien de l'année (Cuz You're Funny)
- Nous aimons te détester (We Love to Hate You)
- Meilleure alchimie entre acteurs au cinéma (Best Cast Chemistry–Film)
- Meilleure alchimie entre acteurs à la télévision ((Best Cast Chemistry–TV series)
- Artiste de l'année (Hottest Music Artist)
- Révélation de l'année (Breakout Music Artist)
- Meilleure chanson (Song of the Summer/DJ Replay)
- Prix de l'icône du style (You're So Fancy)
- Prix de l'athlète (Most Awesome Athlete)
- Meilleure série télévisée (Bingeworthy TV series)
- Meilleur film (Favorite Flick)
- La superstar virale
- Reality Royalty
- Super super-héros (Super Superhero)

## Palmarès 2014
- 16e cérémonie des Young Hollywood Awards